# Velocitermes
Velocitermes es un género de termitas  perteneciente a la familia Termitidae que tiene las siguientes especies:

## Especies
1. Velocitermes barrocoloradensis
2. Velocitermes beebei
3. Velocitermes glabrinotus
4. Velocitermes heteropterus
5. Velocitermes laticephalus
6. Velocitermes melanocephalus
7. Velocitermes paucipilis
8. Velocitermes uniformis
9. Velocitermes velox